# Брезница (жупа)
Брезница („Brisinza“) је средњовјековна српска жупа, а добила је име по ријеци Брезници, која се улива у Ћехотину (дио данашње области општине Пљевља, у Црној Гори). Налазила се у предјелу „колијевке прве српске државе“ (Властимировића из IX вијека) између река Таре, Лима и Дрине, за разлику од касније Рашке, која је била нешто источније. У средњовјековној држави Србији, жупа се налазила до 1373. године. Наиме, по пропасти Царства, њом су господарили српски обласни властелини, из угледне породице Војиновића: кнез Војислав Војиновић (владао до 1363) и велики жупан Никола Алтомановић (владао до 1373). Након пораза Николе Алтомановића (Војиновића) у сукобу са Коалицијом (босански бан Твртко I, кнез Лазар и угарски краљ Лудвиг I) велики жупан је заробљен и ослијепљен у тврђави Ужице, а његове територије подијељене међу побједницима. Тако је жупу Брезницу 1373. године окупирала бановина Босна (од 1377. краљевина, под Твртком I Котроманићем). Дата је у посјед и на управу краљевом великом војводи, Влатку Вуковићу (године 1388. војвода је поразио Турке, код Билеће, а са својим одредима је, јуна 1389. године, као помоћ босанског краља кнезу Лазару, учествовао и у Косовском сукобу, против турског султана Мурата I). Након смрти војводе Влатка (1392/1393) између осталих посједа у Краљевини Босни, жупом су и даље наставили да владају чланови најмоћније властелинске породице Косача: Влатков братанић, Сандаљ Хранић Косача (владао до 1435) а касније и Сандаљев братанић, Стефан Вукчић Косача (око 1404 - 22. маја 1466). Велики војвода (касније херцег) Стефан имао је у жупи Брезници и своју „љетњу резиденцију“ (тврђава Кукањ, са подграђем). Након убиства последњег босанског краља, Стефана Томашевића и пораза херцегове војске у сукобу са Турцима, на ријеци Брезници, 1463. године - под Османлије је пала и жупа Брезница. Као и остали источни дјелови средњовјековних посједа Стефана Вукчића Косаче, жупа ће потпасти под историјску област звану Стара Херцеговина (по титули херцега и презимену његових наследника, Херцеговића). У овој жупи су се налазила насеља: трг Пљевља и тврђаве, Кукањ и Козник.

## Трг Пљевља
Под именом Пљевља (од пљевара на манастирским посједима) трг се помиње у Дубровачком архиву, 1465. године. Није утврђено у ком периоду средњег вијека је настало ово неутврђено насеље у жупи Брезница, као ни да ли је од почетка носило то име. По Јеричеку: сасвим је доказано да је првобитно име овог трга било Брезница (по истоименој жупи) а да је име „Плевља“ преовладало од краја XV вијека. При томе упућује на једну дубровачку инструкцију, од 13. септембра 1430. године, којом се наређује поклисарима да сачекају турског субашу „in Breznise over a Pripogle“. Ова тврдња, из 1879 . године, има доста присталица, али је Михаило Динић сматра за недоказану (помен „Breznisa“ не мора значити име насеља, већ ријеке или саме жупе) сматрајући да се за сада једино зна за ријеку и жупу Брезницу, а уколико је насеље Брезница (или Брезник) у средњем вијеку и постојало – не би могло бити идентично са тргом Плевља. Тим прије, што је Јеричек у своје вријеме располагао само са „најстаријим“ поменом трга Плевља, код Харфа (1496—1499).

## Тврђаве
Утвеђени Кукањ, на ријеци Ћехотини (десетак километара западно од Пљеваља) добро је позната „љетња резиденција“ породице Косача, која је у име босанског краља загосподарила овим крајевима након 1373 . године. Мада неисправног имена, ово се утврђење у XV вијеку наводи у три случаја: „Cochangu in Brisiniza castello con lo contato (1444); castrum Gukani (1448); civitate Euchane cum castris et pertinentiis suis (1454)“. И данас је очувано име његовог подграђа (suburbium) као локалитет Подкукањ. На око 1200 м/нм, на стрмом и стјеновитом брду изнад Козичке ријеке (код села Козице, југоисточно од Пљеваља) налазе се релативно добро очувани остаци тврђаве Козник. Називан је у народу и „Јеринин град“. Године 1441. помиње се први пут (у дубровачком архиву) а као „castrum“ Козник - у повељи Фридриха III упућеној Стефану Вукчићу Косачи, 1448. године.